# Уряд Туркменістану
Уряд Туркменістану — вищий орган виконавчої влади Туркменістану.

## Голова уряду
- Прем'єр-міністр — Гурбангули Бердимухамедов (англ. Gurbanguly Berdimuhamedow).
- Віце-прем'єр-міністр — Єсенмират Оразгелдиєв (англ. Yesenmyrat Orazgeldyew).
- Віце-прем'єр-міністр — Батир Ерешов (англ. Batyr Eresow).
- Віце-прем'єр-міністр — Шамухаммет Дурдилиєв (англ. Samuhammet Durdylyyew).
- Віце-прем'єр-міністр — Ягшигельди Какаєв (англ. Yagsygeldi Kakayew).
- Віце-прем'єр-міністр — Рашит Мередов (англ. Rasit Meredow).
- Віце-прем'єр-міністр — Сатлик Сатликов (англ. Satlyk Satlykow).
- Віце-прем'єр-міністр — Батир Атдаєв (англ. Batyr Atdayew).
- Віце-прем'єр-міністр — Сапардурди Тоилиєв (англ. Sapardurdy Toylyyew).
- Віце-прем'єр-міністр — Реджепі Базаров (англ. Redzepi Bazarov).

## Кабінет міністрів
Склад чинного уряду подано станом на 15 серпня 2016 року.
| Логотип | Міністерство                                                           | Міністр                                              | Фото | Час на посаді | Час на посаді | Партія | Партія | Вебсайт |
| ------- | ---------------------------------------------------------------------- | ---------------------------------------------------- | ---- | ------------- | ------------- | ------ | ------ | ------- |
|         | Міністерство будівництва та архітектури                                | Карияр Ахмедов (Caryyar Ahmedow)                     |      |               |               |        |        |         |
|         | Міністерство внутрішніх справ                                          | Ісгендер Муліков (Isgender Mulikow)                  |      |               |               |        |        |         |
|         | Міністерство водних ресурсів                                           | Шейтмират Таганов (Seyitmyrat Taganow)               |      |               |               |        |        |         |
|         | Міністерство економіки і розвитку                                      | Батир Базаров (Batyr Bazarow)                        |      |               |               |        |        |         |
|         | Міністерство енергетики                                                | Довранмаммед Реджепов (Dovranmammed Rejepow)         |      |               |               |        |        |         |
|         | Міністерство залізниць                                                 | Байрам Аннамередов (Bayram Annameredow)              |      |               |               |        |        |         |
|         | Міністерство зв'язку                                                   | Байрамгелди Овезов (Bayramgeldi Owezow)              |      |               |               |        |        |         |
|         | Міністерство закордонних справ                                         | Рашит Мередов (Rasit Meredow)                        |      |               |               |        |        |         |
|         | Міністерство комунальних служб та санітарії                            | Какагельди Гурбанов (Kakageldi Gurbanow)             |      |               |               |        |        |         |
|         | Міністерство культури                                                  | Аннагельди Гараджаєв (Annageldi Garajayew)           |      |               |               |        |        |         |
|         | Міністерство нафтогазової промисловості                                | Миратгельди Мередов (Myratgeldi Meredow)             |      |               |               |        |        |         |
|         | Міністерство національної безпеки                                      | Довгангельди Байрамов (Dovrangeldi Bayramov)         |      |               |               |        |        |         |
|         | Міністерство оборони                                                   | Йайлим Бердиєв (Yaylym Berdiyew)                     |      |               |               |        |        |         |
|         | Міністерство освіти                                                    | Пурлі Агамирадов (Purli Agamyradow)                  |      |               |               |        |        |         |
|         | Міністерство охорони здоров'я                                          | Нурмухаммет Аманнепесов (Nurmuhammet Amannepesow)    |      |               |               |        |        |         |
|         | Міністерство праці і соціального захисту                               | Сеийдмаммад Ахмаммадов (Seyidmammad Akhmammadow)     |      |               |               |        |        |         |
|         | Міністерство промисловості                                             | Довран Нурсахедов (Dowran Nursahedow)                |      |               |               |        |        |         |
|         | Міністерство сільського і водного господарства                         | Нурсахет Сапардурдиєв (Nursahet Sapardurdyyew)       |      |               |               |        |        |         |
|         | Міністерство текстильної промисловості                                 | Тачмаммет Гаурбанмаммедов (Tacmammet Gurbanmammedow) |      |               |               |        |        |         |
|         | Міністерство торгівлі та зовнішньоекономічних відносин                 | Довран Оразмирадов (Dowran Orazmyradow)              |      |               |               |        |        |         |
|         | Міністерство фінансів                                                  | Мухамметгули Мухаммедов (Muhammetguly Muhammedow)    |      |               |               |        |        |         |
|         | Міністерство шляхів сполучення                                         | Максат Айдогдиєв (Maksat Aydogdyyew)                 |      |               |               |        |        |         |
|         | Міністерство юстиції                                                   | Бегмират Мухаммедов (Begmyrat Muhammedow)            |      |               |               |        |        |         |
|         | Державне агентство з управління і користування нафтогазовими ресурсами | Ягигельди Какаєв (Yagsygeldi Kakayew)                |      |               |               |        |        |         |